# Иноха, Масахико
Масахи́ко Ино́ха (яп. 伊野波 雅彦 Иноха Масахико, род. 28 августа 1985, Миядзаки) — японский футболист. Выступал в сборной Японии.

## Карьера
Иноха учился и играл за старшую школу Дзицугё в Кагосиме и университет Ханнан. Ещё до окончания школы, Иноха был на просмотре в нескольких клубах Джей-лиги, но не смог убедить ни один из них подписать с ним контракт. Тогда он решил продолжить учиться и играть в футбол в университете Ханнан. Во время обучения в университете, он был в составе университетской сборной Японии, которая выиграла XXIII летнюю универсиаду, проходившую в турецком городе Измир.
Его хорошая игра в университетской лиге Кансай была замечена тренером молодёжной сборной Японии Киёси Окумой, который включил его в состав сборной на чемпионат мира среди молодёжных команд 2005 года.
После успешного просмотра, в начале 2006 года Иноха подписал контракт с «ФК Токио» и взял академический отпуск в университете. Главный тренер команды Алешандре Галло сразу же включил его в стартовый состав в среднюю линию.
Иноха дважды получал вызов в национальную сборную в 2006 году. Затем он был включен в финальный состав на Кубок Азии 2007, заменив в последний момент травмированного Рюдзи Бандо, но ни разу не появился на поле.
В 2008 году подписал контракт с действующим чемпионом Джей-лиги «Касима Антлерс». Был ключевым исполнителем в составе олимпийской сборной Японии, но не попал в список игроков, которые в итоге отправились на Олимпиаду в Пекине.
В конце 2010 года был включён Альберто Дзаккерони в финальный состав сборной на Кубок Азии 2011 в Катаре. Дебютировал за сборную 17 января 2011 года в матче третьего тура группового этапа против сборной Саудовской Аравии. В матче 1/4 финала против хозяев турнира, забил решающий гол на последних минутах основного времени, который вывел Японию в следующий раунд.